# Kyboasca papyriferae
Kyboasca papyriferae är en insektsart som beskrevs av Hamilton 1987. Kyboasca papyriferae ingår i släktet Kyboasca och familjen dvärgstritar.
Artens utbredningsområde är Newfoundland. Inga underarter finns listade i Catalogue of Life.